# Baltische Historische Kommission
Die Baltische Historische Kommission (BHK) ist eine 1951 in Göttingen gegründete historische Kommission zur Erforschung der baltischen Geschichte, die aus den seit 1947 dort stattfindenden Treffen baltischer Historiker hervorgegangen war.

## Organisation

### Sitz, Vereinsregister
Die Eintragung des Vereins im Vereinsregister erfolgte am 28. Juli 1982 unter der Nr. 1506 beim Amtsgericht Göttingen. Sitz des Vereins ist Göttingen.

### Zweck
Laut Satzung stellt sich der Verein „(...) zur Aufgabe, die geschichtliche und landeskundliche Erforschung der baltischen Länder zu fördern durch Sicherstellung, Bearbeitung und Herausgabe von Quellen, sowie Anregung, Unterstützung und Herausgabe wissenschaftlicher Untersuchungen und Darstellungen. Durch Veranstaltung von Tagungen ist sie bestrebt, den persönlichen Kontakt unter ihren Mitgliedern zu festigen und die Planung gemeinsamer wissenschaftlicher Vorhaben zu ermöglichen.“

### Mitgliedschaft
Laut Satzung besteht der Verein aus Ehrenmitgliedern, ordentlichen Mitgliedern und korrespondierenden Mitgliedern, welche ihre Mitgliedschaft durch Wahl der Mitgliederversammlung auf Vorschlag des Vorstandes mit einer Zweidrittel-Stimmenmehrheit erwerben.
Mitglieder im Jahr der Gründung 1951 waren die beiden Ehrenmitglieder Georg Adelheim und Wolfgang Wachtsmuth sowie die 28 ordentlichen Mitglieder: Walter Anderson, Albert Bauer, Max Hildebert Boehm, Heinrich Bosse (1907–1996), Werner Conze, Kurt Dülfer, Jürgen von Hehn, Manfred Hellmann, Paul Johansen, Georg von Krusenstjern, Heinrich Laakmann, Wilhelm Lenz, Heinz Mattiesen (1908–1976), Irene Neander, Georg von Rauch, Clara Redlich, Hans von Rimscha, Helmut Speer, Edmund Spohr, Gerhard Stavenhagen (1898–1971), Kurt Stavenhagen, Kurt Stegmann von Pritzwald, Arved von Taube, Hellmuth Weiss, Olaf Welding, August Osvald Westrèn-Doll, Reinhard Wittram und Wilhelm von Wrangell.
Korrespondierende Mitglieder wurden erstmals 1959 gewählt, dies waren 1959 folgende sechs Personen: Evald Blumfeldt, Paul Campe, Friedrich von Klocke, Arnold Soom (1900–1977), Nikolaus Valters (1900–1979) und Otto Alexander Webermann. Von 1963 bis 1989 wurden achtzehn und von 1991 bis 1996 zwanzig Personen gewählt. Von den korrespondierenden Mitgliedern wurden bis 1997 zwei ordentliche Mitglieder: 1983 Hain Rebas und 1991 Seppo Zetterberg.
Im Jahr 1997 hatte der Verein 143 gegenwärtige Mitglieder, davon: 101 Ehrenmitglieder oder ordentliche Mitglieder (davon: 2 ehemals korrespondierende Mitglieder, 15 Ehrenmitglieder, von letzteren wiederum 8 mit vorheriger ordentlicher Mitgliedschaft) und 42 korrespondierende Mitglieder (ohne die zwei später zu ordentlichen Mitgliedern gewählten).
Seit 2012 werden nur noch ordentliche Mitglieder „kooptiert“.

### Vorstand und erweiterter Vorstand
Der Vorstand besteht aus dem ersten Vorsitzenden und seinem Stellvertreter, der erweiterte Vorstand aus dem ersten Vorsitzenden, seinem Stellvertreter, dem Kassenwart und den Beisitzern, wobei die Zahl der Beisitzer mindestens zwei und höchstens vier beträgt. Gewählt wird der Vorstand für die Dauer von vier Jahren. Laut Satzung führt der Vorstand die laufenden Geschäfte, der erweiterte Vorstand entscheidet über die wissenschaftlichen Arbeiten des Vereins sowie die die Beihilfen zur Förderung und Herausgabe wissenschaftlicher Arbeiten.
Vorsitzende wurden: 1951, bei der Gründung, Reinhard Wittram, 1973 Georg von Rauch, 1979 Gert von Pistohlkors, 2007 Matthias Thumser und 2023 Karsten Brüggemann.

### Mitgliederversammlung
Laut § 5 der Satzung unterliegen der Beschlussfassung der Mitgliederversammlung: „Wahl des Vorstandes“, „Aufnahme und Ausschluß von Mitgliedern“, „Wahl von Ehrenmitgliedern und korrespondierenden Mitgliedern, ferner deren Ausschluß“.

## Kooperationen
Die Tätigkeit der BHK wird teilweise auf Grundlage des § 96 BVFG gefördert. Im Stiftungswesen gibt es eine Zusammenarbeit mit der Deutschen Forschungsgemeinschaft, der Fritz Thyssen Stiftung sowie der Böckler-Mare-Balticum-Stiftung. Kooperationen bestehen mit Forschungsinstitutionen im Inland wie dem Herder Institut in Marburg und dem Nordost-Institut in Lüneburg. Im Ausland kooperiert die BHK mit den Universitäten Tallinn, Tartu und der Lettischen Universität Riga (durch die Forschungen zur baltischen Geschichte).

## Tätigkeiten

### Tagungen
Laut Eigendarstellung widmen sich die jährlich stattfindenden Historikertreffen „jeweils einem Thema aus der baltischen Geschichte“. Im Jahr 2020 fand jedoch aufgrund der COVID-19-Pandemie kein Baltisches Historikertreffen statt.

### Veröffentlichungen
Die Kommission gibt drei Publikationsreihen heraus:
- Quellen und Studien zur baltischen Geschichte. Köln/Weimar/Wien Böhlau seit 1973, ISSN 0930-9020, herausgegeben von Karsten Brüggemann, Matthias Thumser und Ralph Tuchtenhagen.
- Schriften der Baltischen Historischen Kommission. Berlin/Münster: Lit-Verlag 1989–2001: Verl. Nordostdt. Kulturwerk, herausgegeben von Karsten Brüggemann, Matthias Thumser und Ralph Tuchtenhagen.
- Das Baltikum in Geschichte und Gegenwart. Herausgegeben von Michael Garleff und Paul Kaegbein.

Zudem beteiligt sie sich an der Herausgabe der Zeitschrift Forschungen zur baltischen Geschichte und verfolgt (Stand 2023) zwölf Forschungsprojekte, darunter eine Reihe von Editionsvorhaben.
Es werden zudem Online-Publikationen herausgegeben, darunter zwei Datenbanken:
- Kurländische Güterurkunden[9] – Bearbeitet von Daphne Schadewaldt in Kooperation mit Klaus Neitmann
- BBLD – Baltisches biografisches Lexikon digital – Betreut von David Feest und Alfred Schönfeldt

und mehrere PDF-Dokumente, unter anderem:
- Baltisches Rechtswörterbuch 1710–1940 (2006/2022) – Bearbeitet von Hermann Blaese, Redaktion: Otto-Heinrich Elias und Alfred Schönfeldt
- Baltische Bibliographie – Bearbeitet von Paul Kaegbein
- Curlandia picta – Bilder von der Dünafront 1915–1918 – Bearbeitet von Dirk-Gerd Erpenbeck
- Johann Wilhelm von Krause (1757–1828), Erinnerungen – Herausgegeben von Gottfried Etzold, 2013–2022
- Schriftenverzeichnis Sigismund von Radecki – Bearbeitet von Dirk-Gerd Erpenbeck